# 地下室 (ザ・ベースメント・テープス)
『地下室（ザ・ベースメント・テープス）』（ちかしつ、英: The Basement Tapes）は、1975年にリリースされたボブ・ディラン&ザ・バンドのスタジオ・アルバム。
ビルボード・トップ LPs ＆テープ・チャートで最高7位、全英アルバム･チャートで8位を記録した。RIAAによりゴールド・ディスクに認定されている。
『ローリング・ストーン誌が選ぶオールタイム・ベストアルバム500』に於いて、292位にランクイン。

## 収録曲

### Side 1
1. オッズ・アンド・エンズ - Odds and Ends – 1:46
  - 作詞・作曲: ディラン
2. オレンジ・ジュース・ブルース - Orange Juice Blues (Blues for Breakfast) – 3:37
  - 作詞・作曲: リチャード・マニュエル
3. 100万ドルさわぎ - Million Dollar Bash – 2:31
  - 作詞・作曲: ディラン
4. ヤズー・ストリート・スキャンダル - Yazoo Street Scandal – 3:27
  - 作詞・作曲: ロビー・ロバートソン
5. アカプルコへ行こう - Goin' to Acapulco – 5:26
  - 作詞・作曲: ディラン
6. ケイティは行ってしまった - Katie's Been Gone – 2:43
  - 作詞・作曲: マニュエル、ロバートソン

### Side 2
1. ロー・アンド・ビホールド - Lo and Behold! – 2:45
  - 作詞・作曲: ディラン
2. ベッシー・スミス - Bessie Smith – 4:17
  - 作詞・作曲: リック・ダンコ、ロバートソン
3. 物干しづな - Clothesline Saga – 2:56
  - 作詞・作曲: ディラン
4. リンゴの木 - Apple Suckling Tree – 2:48
  - 作詞・作曲: ディラン
5. おねがいヘンリー夫人 - Please, Mrs. Henry – 2:31
  - 作詞・作曲: ディラン
6. 怒りの涙 - Tears of Rage – 4:11
  - 作詞・作曲: ディラン、マニュエル

### Side 3
1. なにもないことが多すぎる - Too Much of Nothing – 3:01
  - 作詞・作曲: ディラン
2. おもいぞパンのビン - Yea! Heavy and a Bottle of Bread – 2:13
  - 作詞・作曲: ディラン
3. エイント・ノウ・モア・ケイン - Ain't No More Cane – 3:56
  - トラディショナル
4. 堤防決壊（ダウン・イン・ザ・フラッド） - Crash on the Levee (Down in the Flood) – 2:03
  - 作詞・作曲: ディラン
5. ルーベン・リーマス - Ruben Remus – 3:13
  - 作詞・作曲: マニュエル、ロバートソン
6. タイニー・モントゴメリー - Tiny Montgomery – 2:45
  - 作詞・作曲: ディラン

### Side 4
1. どこにも行けない - You Ain't Goin' Nowhere – 2:42
  - 作詞・作曲: ディラン
2. ヘンリーには言うな - Don't Ya Tell Henry – 3:12
  - 作詞・作曲: ディラン
3. なにもはなされなかった - Nothing Was Delivered – 4:22
  - 作詞・作曲: ディラン
4. ドアをあけて - Open the Door, Homer – 2:49
  - 作詞・作曲: ディラン
5. 長距離電話交換手 - Long Distance Operator – 3:38
  - 作詞・作曲: ディラン
6. 火の車 - This Wheel's on Fire – 3:49
  - 作詞・作曲: ダンコ、ディラン

## パーソネル
アルバム・クレジット
- ボブ・ディラン - アコースティック・ギター、ピアノ、ボーカル
- ロビー・ロバートソン - エレキ・ギター、アコースティック・ギター、ドラムス、ボーカル
- リチャード・マニュエル - ピアノ、ドラムス、ハーモニカ、ボーカル
- リック・ダンコ - エレクトリック・ベース、マンドリン、ボーカル
- ガース・ハドソン - オルガン、クラビネット、アコーディオン、テナー・サックス、ピアノ
- リヴォン・ヘルム - ドラムス、マンドリン、エレクトリック・ベース、ボーカル

## レコーディング
1966年7月、ディランは創作面でもビジネス面でもピークに達していた。『追憶のハイウェイ61』（1965年）は全米アルバム・チャートで3位を記録し、リリースされたばかりの2枚組アルバム『ブロンド・オン・ブロンド』（1966年）も広く受け入れられつつあった。1965年9月から1966年5月にかけ、ディランはザ・ホークスをバック・バンドにアメリカ、オーストラリア、ヨーロッパと広い範囲に渡るツアーを行った。ホークスは、ロックンロール・ミュージシャンのロニー・ホーキンスと以前活動していたバンドで、メンバーは、リック・ダンコ、ガース・ハドソン、リチャード・マニュエル、ロビー・ロバートソン、リヴォン・ヘルムの5人。観客の中には、フォークのヒーローだったディランがロック・バンドをバックに演奏するサウンドに非難を浴びせる人たちもいた。特にヘルムはこの否定的な反応が耐え切れず、1965年11月にホークスから脱退し一時期はメキシコ湾の油田プラットフォームで働いていた。ツアーは、1966年5月のイギリス・マンチェスターで起こった騒動、観客の一人がディランに向かって「ユダ！」と叫んだコンサートにも象徴されている（『「ロイヤル・アルバート・ホール」（ブートレッグ・シリーズ第4集）』（1998年）、映画『ノー・ディレクション・ホーム』（2005年）収録）。この騒々しいワールド・ツアーの日程から戻ったころには疲れ果てていたディランだったが、マネージャーのアルバート・グロスマンは、この年さらに全米60公演以上の予定を組んでいた。
オートバイ事故
1966年7月29日、ディランはニューヨーク州ウッドストックの自宅近くで、トライアンフの自分のオートバイで事故を起こし、脳震盪と脊椎損傷のケガを負う。予定されていたコンサートのスケジュールはすべてキャンセルされ、ホークスの仕事もなくなった。 ディランは、1969年のヤン・ウェナー（Jan Wenner）とのインタヴューで次のように述べている。「悲惨なオートバイ事故に遭って、その、しばらくおとなしくする羽目になって。でも、その事故の重大さに気づいたのは、少なくともそれから1年も経ってからだった。本格的な事故だったんだって、やっと悟ったんだ。てっきり自分は元気になれば、それまでやっていたことをすぐに再開できると思っていたのに、それができなくなってたんだよね。」
レコーディング

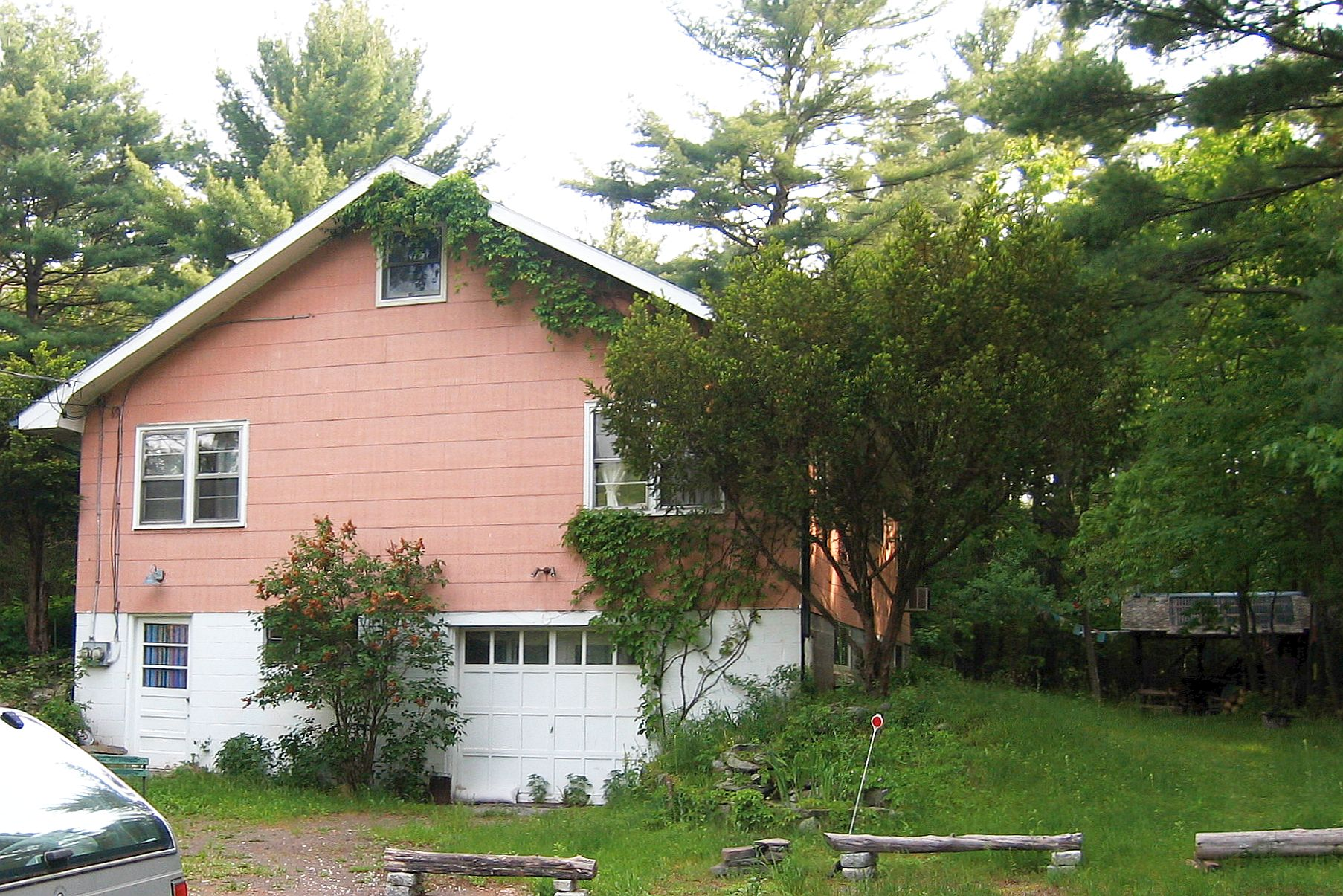
ニューヨーク州ウエスト・ソーガティーズにある「ビッグ・ピンク」（2006年）

ウッドストック・バードクリフ地区（Byrdcliffe Colony）にあったディランの自宅は「ハイ・ロー・ハ」と呼ばれていた。ケガから回復し、この自宅でワールド・ツアーの模様を撮影した映画『イート・ザ・ドキュメント』の編集作業をしていたディランを手伝うため、ホークスのメンバーが呼び集められる。1967年2月、先に来ていたロバートソンにダンコ、マニュエルが加わり、遅れてハドソンもやって来た。後から来た3人はやがて、ウッドストックから数マイル離れたウエスト・ソーガティーズ（West Saugerties）のストール・ロードにある「ビッグ・ピンク」と呼ばれていた家を借りて移り住む。ロバートソンは、その後妻となる恋人のドミニクとすでにウッドストックに住みついていた。ヘルムだけはまだバンドに戻らず、南部を放浪していた。 1967年春、ディランと4人のホークスは、「ハイ・ロー・ハ」の「レッド・ルーム」と呼ばれていたリヴィング・ルームで非公式なレコーディング・セッションを始める。6月頃、セッションの場所は「ビッグ・ピンク」の地下室に移された。 ディランはウェナーに次のように述べている。「レコーディングはああじゃなきゃ。穏やかでリラックスできる環境でね。つまり誰かの地下室とか。窓は開けて、犬が床に寝っ転がっていてさ」。
トラディショナルな曲から新しい作品まで録音曲数は100曲以上にもおよんだ。
ハドソンは次のように述べている。「ぼくらは1日に7曲とか8曲とか10曲とか、場合によっては15曲ぐらいやっていた」、「そのうちわけは、むかしのバラッドやトラディショナル、ボブが書いてきた新曲、それにボブが、やりながら曲を作っていくこともあったな。ぼくらがプレイするメロディに、彼がその場で言葉をつけるんだ。単に声を出してるだけのときもあったけど。うん、あれは悪くない作曲法だったと思うよ」。 ダンコは「ボブとロビーは七、八ヶ月のあいだ、一週間に五日か七日、毎日通ってきたよ」と述べている。さらにハドソンは「どうやってそんな時間にやってきて、タイプの前に座って歌詞を書いたりできたんだろう……さらに驚きだったのはそうやって生まれた歌がほとんどどれもおかしかったことだ」と述べている。
新曲
「アイ・シャル・ビー・リリースト」、「火の車」、「クイン・ジ・エスキモー（ザ・マイティ・クイン）」、「怒りの涙」、「どこにも行けない」等、1967年2月から秋にかけてディランは30曲以上の曲を作った。 うち「火の車」をダンコと「怒りの涙」をマニュエルと共作した。
ディランは1969年のインタヴューで、このレコーディングの背景について次のように述べている。「いや、俺だけのためのデモという意味じゃなくて、曲のデモンストレーションとして録音したんだ。あれもまた押しつけられたんだよ。曲を無理やり捻り出せってね。よく知ってるでしょ、ヤン。いろいろと事情があるじゃない」 ディランとグロスマンが共同で設立した音楽出版社のドゥワーフ・ミュージックは、新曲の録音に興味を持つ他のアーティストに送ることができるように、このセッション録音テープから14曲収録のデモ用アセテート盤を制作した。1967年10月には新曲が一部著作権登録された。
新曲からの最初のヒットは、ピーター・ポール＆マリーがカバーした「なにもないことが多すぎる」のシングルで、1967年11月25日付『ビルボード』誌「Hot 100」チャートに87位で初登場し、12月30日付で最高35位を記録した（『レイト・アゲイン』 - Late Again （1968年）収録）。このシングルは日本でも「素敵なロックン・ロール」の邦題でリリースされた。同じくグロスマンによるマネージメント下のイアン＆シルヴィア（Ian & Sylvia）も、「怒りの涙」、「クイン・ジ・エスキモー」、「火の車」を録音した。1968年1月には、マンフレッド・マンによる「マイティ・クイン」の録音が全英シングル・チャートで1位を獲得した。4月、ジュリー・ドリスコール、ブライアン・オーガー・アンド・ザ・トリニティーが録音した「火の車」が全英シングル・チャートで最高5位のヒットを記録した。同月、ザ・バーズによる「どこにも行けない」がシングルとしてリリースされ、「なにもはなされなかった」とともに8月にリリースされた彼らのカントリー・ロック・アルバム『ロデオの恋人』 - Sweetheart of the Rodeo に収録された。ホークスは彼らの単独デビューにあたり、「火の車」、「アイ・シャル・ビー・リリースト」、「怒りの涙」を再録音し、ザ・バンドに改名した彼らのデビュー・アルバム『ミュージック・フロム・ビッグ・ピンク』に収録、1968年7月にリリースされた。 フェアポート・コンヴェンションは「100万ドルさわぎ」をカバーし、1969年のアルバム『アンハーフブリッキング』に収録した。
1968年6月22日付『ローリング・ストーン』誌第12号は、「消えたボブ・ディランのアルバム」 - The Missing Bob Dylan Album を表紙の見出しにした。ヤン・ウェナーは「ディランのベースメント・テープはリリースされるべき」と題する記事を書き、14曲のデモをリストアップした。
『グレイト・ホワイト・ワンダー』
録音の一部は1968年より海賊盤として出回った。最も有名なものが『Great White Wonder』（1969年）と呼ばれた海賊盤である。
公式リリース
1975年に正式にリリースされる際、モノテープから楽器ごとに音源を取り出し、ステレオミックスにトラックダウンする手法が取られた。いくつかの曲はオーバーダブが加えられている。また24曲中8曲はザ・バンドによる演奏で、ディランは参加していない。

## アウトテイク
ディランが歌ったものでは、「マイティ・クイン」が『バイオグラフ』（1985年）に、「アイ・シャル・ビー・リリースト」と「サンタ・フェ」が『ブートレッグ・シリーズ第1～3集』（1991年）に、「アイム・ノット・ゼア」が『アイム・ノット・ゼア』（2007年）に収録されている。
ザ・バンドの演奏による8曲については、それぞれの別バージョンが『ザ・バンド・ボックス〜ミュージカル・ヒストリー』（2005年）や、2000年に再発された『ミュージック・フロム・ビッグ・ピンク』（1968年）と『カフーツ』（1971年）のCDボーナス・トラックに収録されている。

## 反響・評価
アルバムは、1975年9月6日付『ビルボード』誌「トップ LPs ＆テープ」チャートで最高7位、全英アルバム･チャートで8位を記録した。
アルバムは、ニューヨークのフリー・ペーパーとして有名な新聞『The Village Voice』紙の1975年 Pazz & Jop Critics Poll アルバム批評家投票で第1位となった（『血の轍』が4位）。
アメリカ・レコード協会 RIAA により2000年2月3日にゴールド・ディスクに認定されている。『ローリング・ストーン』誌が2003年に選んだ「オールタイム・グレイテスト・アルバム500」では291位にランクされている。

## チャート
| 年     | チャート                            | 最高順位 |
| ------ | ----------------------------------- | -------- |
| 1975年 | ビルボード・トップ LPs ＆テープ 200 | 7        |
| 1975年 | 全英アルバム・チャート              | 8        |

## リリース
米国
| 日付                       | レーベル | フォーマット | カタログ番号 | 付記       |
| -------------------------- | -------- | ------------ | ------------ | ---------- |
| 1975年6月26日 1975年7月1日 | Columbia | 2LP          | C2-33682     |            |
|                            | Columbia | 2CD          | C2K 33682    |            |
| 2009年3月31日              | Columbia | 2CD          |              | リマスター |

日本
| 日付                          | レーベル    | フォーマット | カタログ番号     | 付記                                                 |
| ----------------------------- | ----------- | ------------ | ---------------- | ---------------------------------------------------- |
| 1975年                        | CBS・ソニー | 2LP          | SOPJ-120･121     |                                                      |
| 1978年                        | CBS・ソニー | 2LP          | 40AP 287･288     |                                                      |
| 1987年12月19日 1987年12月21日 | CBS・ソニー | 2CD          | 48DP 1110･1111   | CBS CD ROCK 100                                      |
| 1992年12月2日                 | ソニー      | 2CD          | SRCS-6257･6258   | NICE PRICE LINE                                      |
| 2009年5月27日                 | ソニー      | 2CD          | SICP-2010･2011   | 2008年デジタル・リマスター、紙ジャケ、完全生産限定盤 |
| 2009年9月30日                 | ソニー      | 2Blu-spec CD | SICP-20227･20228 | 完全生産限定盤                                       |
| 2014年4月23日                 | ソニー      | 2CD          | SICP-30493･30494 | 2008年デジタル・リマスター、紙ジャケット仕様         |